# Мадрид (гостиница, Екатеринбург)
Гости́ница «Мадри́д» — недействующий отель в Екатеринбурге, расположенный на площади 1-й Пятилетки. Строился по проекту архитекторов Безрукова В. В. и Оранского П. В. с участием Шефлера Б. М. в 1933—1937 годах. Является частью архитектурного ансамбля зданий площади 1-й Пятилетки Екатеринбурга и памятником архитектуры федерального значения. В плане сооружение имеет угловую форму и находится между сходящимися к площади улицей Машиностроителей и бульваром Культуры.

## Название
Существует несколько версий происхождения названия гостиницы. По одной из них, в 1936 году, во время окончания строительства здания, в местной газете появилось название «Мадрид», связанное с длительной битвой за Мадрид, завершившейся поражением фашистских войск. В свердловском сообществе сочувствовали испанским революционерам, дети носили головные уборы «испанки». Со временем название прижилось и закрепилось за зданием.
Другая версия заключается в том, что гостиницу планировали отдать под расселение детей испанских сопротивленцев. По некоторым данным, первыми жителями здания были действительно беглые испанцы. Над входом в гостиницу был размещён плакат с надписью «Примем детей Мадрида, как родных». В итоге детей расселили в городских гостиницах, а сразу после ввода здания в эксплуатацию в 1938 году здесь было организовано образцовое молодёжное общежитие.

## История
Здание гостиницы строилось в начале 1930-х годов по проекту архитекторов Безрукова В. В. и Оранского П. В. с участием Белы Шефлера в оформлении интерьеров. Первоначальный проект предполагал четырёхэтажное здание без выступающих элементов. В 1932 году проект был скорректирован: основной объём здания стал пятиэтажным, а центральная угловая часть — шестиэтажной.
Перед зданием находится монумент памяти сотрудников Уралмашзавода, погибших в Великой Отечественной войне. Композиция памятника состоит из стелы с изображением коленопреклонённых фигур и Г-образного в плане камня, на котором высечены более 700 имён погибших на войне заводчан.
В годы Великой Отечественной войны в здании размещался эвакуационный госпиталь № 3584, в послевоенные годы — вновь молодёжное общежитие для рабочих завода. На первом этаже располагался магазин «Текстильшвейторга», столовая, парикмахерская и центральная районная аптека. После распада СССР общежитие было закрыто, арендаторы помещений в здании гостиницы часто менялись. Со временем здание опустело и обветшало, интерьеры подверглись разрушению.
В октябре 2015 года была проведена историко-архитектурная экспертиза здания, а конце 2015 года был проведён конкурс на выполнение работ по его консервации.
В 2021 году планируется провести реконструкцию здания под музей, ресторан, гостиницу и зал торжественных приёмов с переименованием в «Дом Дружбы имени Мао».

## Архитектура
Здание имеет Г-образную в плане симметричную трёхчастную объёмно-пространственную композицию, состоящую из двух 5-этажных зданий. Два крыла расположены вдоль бульвара Культуры и улицы Машиностроителей образуют прямой угол и сходятся в центральной угловой части, имеющей 6 этажей. Архитектурный стиль гостиницы сочетает в себе композиционные и декоративные приёмы конструктивизма и классицизма, являясь примером советского неоклассицизма, создавая контраст с другими зданиями ансамбля площади, выполненных в конструктивистском стиле. Здание также выделяется из окружения ярким цветом штукатурки.
Центральная часть главного фасада ориентирована на площадь, имеет ярко выраженный угловой акцент, фланкирована ризалитами с каннелированными пилястрами в четыре этажа. Аттиковый этаж украшен высоким фронтоном с лепными эмблемами Уралмашзавода в центре и серпа и молота — на ризалитах. В угловой части фасада расположен вход с заглублённым порталом. Ярусы трапециевидных балконов главного фасада объединены по вертикали поддерживающими парными колоннами.
Боковые части фасадов имеют оконные проёмы и лоджии, ограждёнными балюстрадами, при этом балкон 5-го этажа охватывает всю боковую часть фасада и украшен ложной балюстрадой. Дворовые фасады также имеют симметричную форму. Этажи имеют коридорный тип планировочного решения, к лестничной клетке на каждом этаже примыкают холл и помещения общего пользования. Торцевые западный и северный фасады имеют одну оконную ось, подчёркнутую двумя рядами центральных опор, поддерживающих балконы боковых лестничных клеток.
Залы и вестибюль 1-го этажа, а также лестничные холлы и примыкающие к ним рекреационные залы 1-го этажа украшены лепным декором потолков и стен, потолочными и настенными розетками и гирляндами.

## Галерея

Общие виды
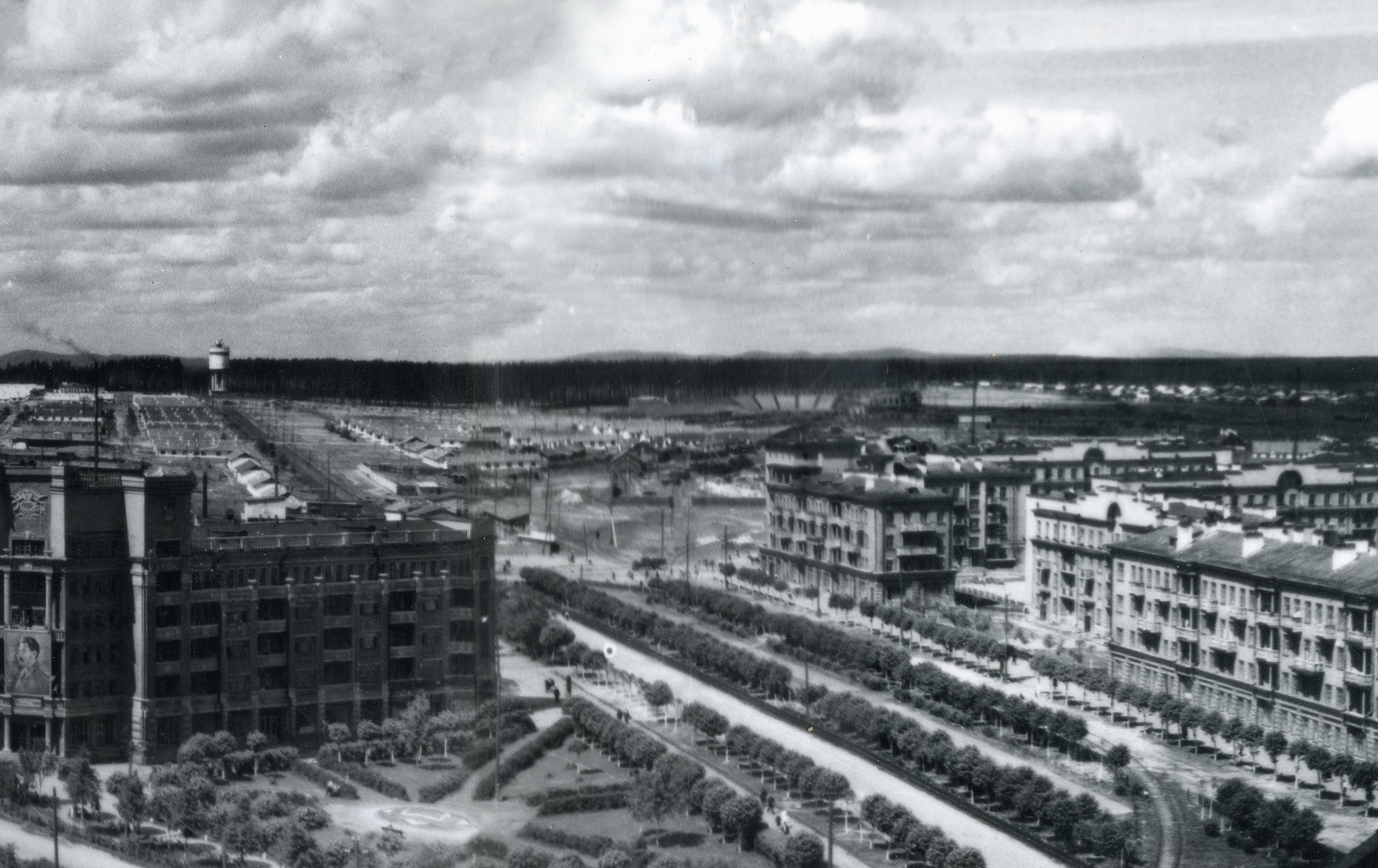
Строящийся бульвар Культуры и здание гостиницы (слева), начало 1930-х годов
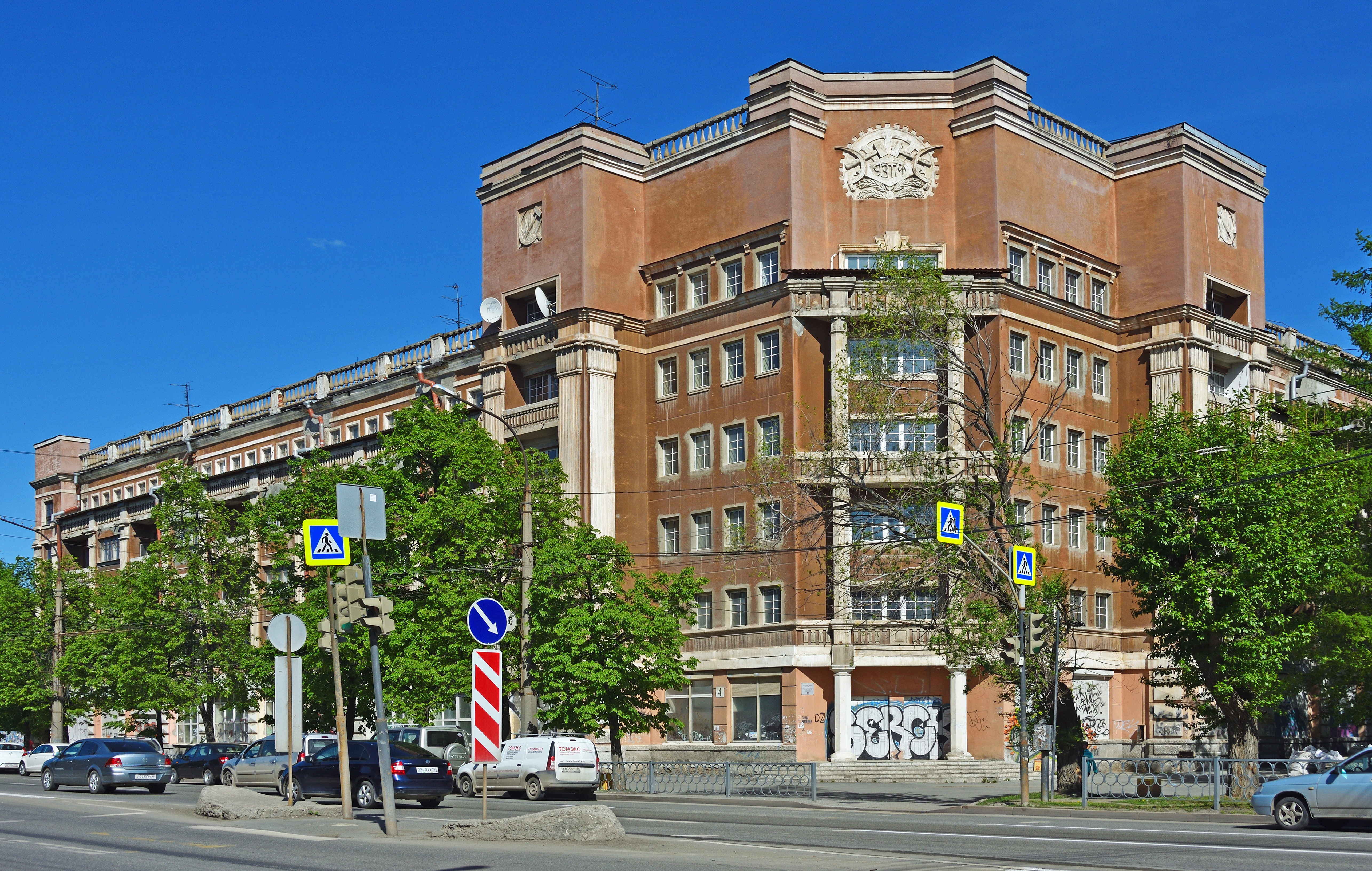
Вид со стороны ул. Машиностроителей
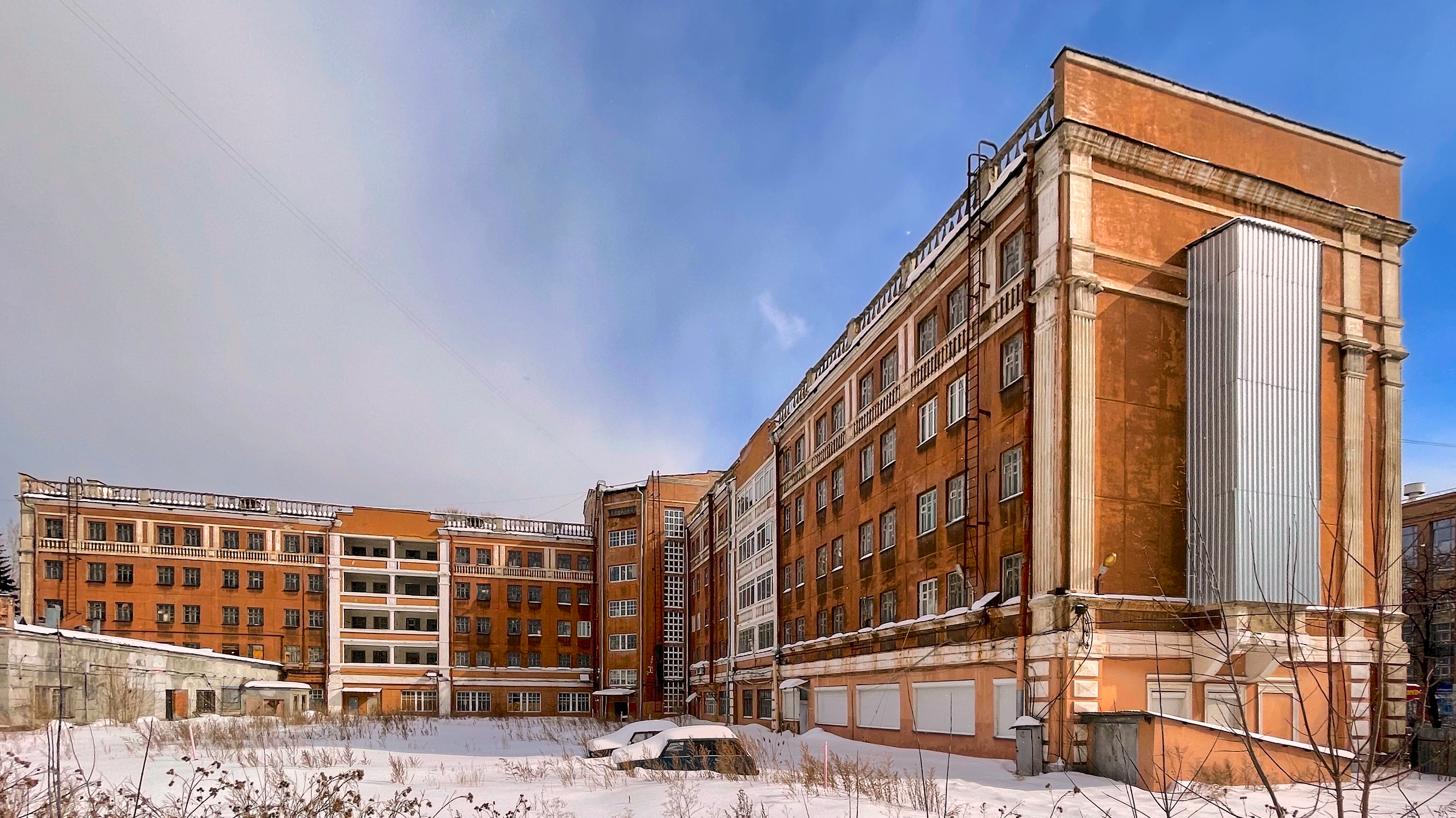
Вид со двора
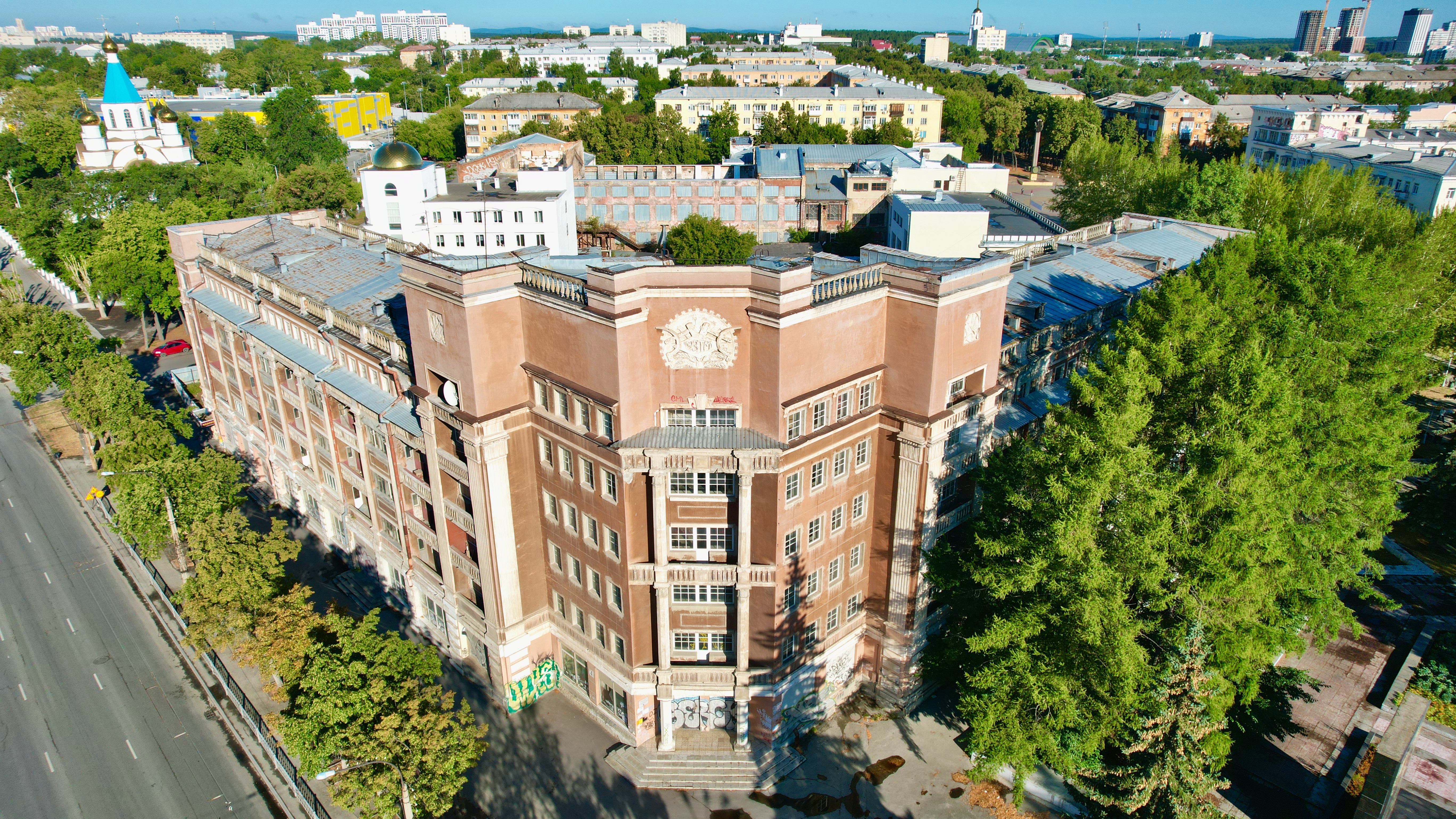
Вид с высоты
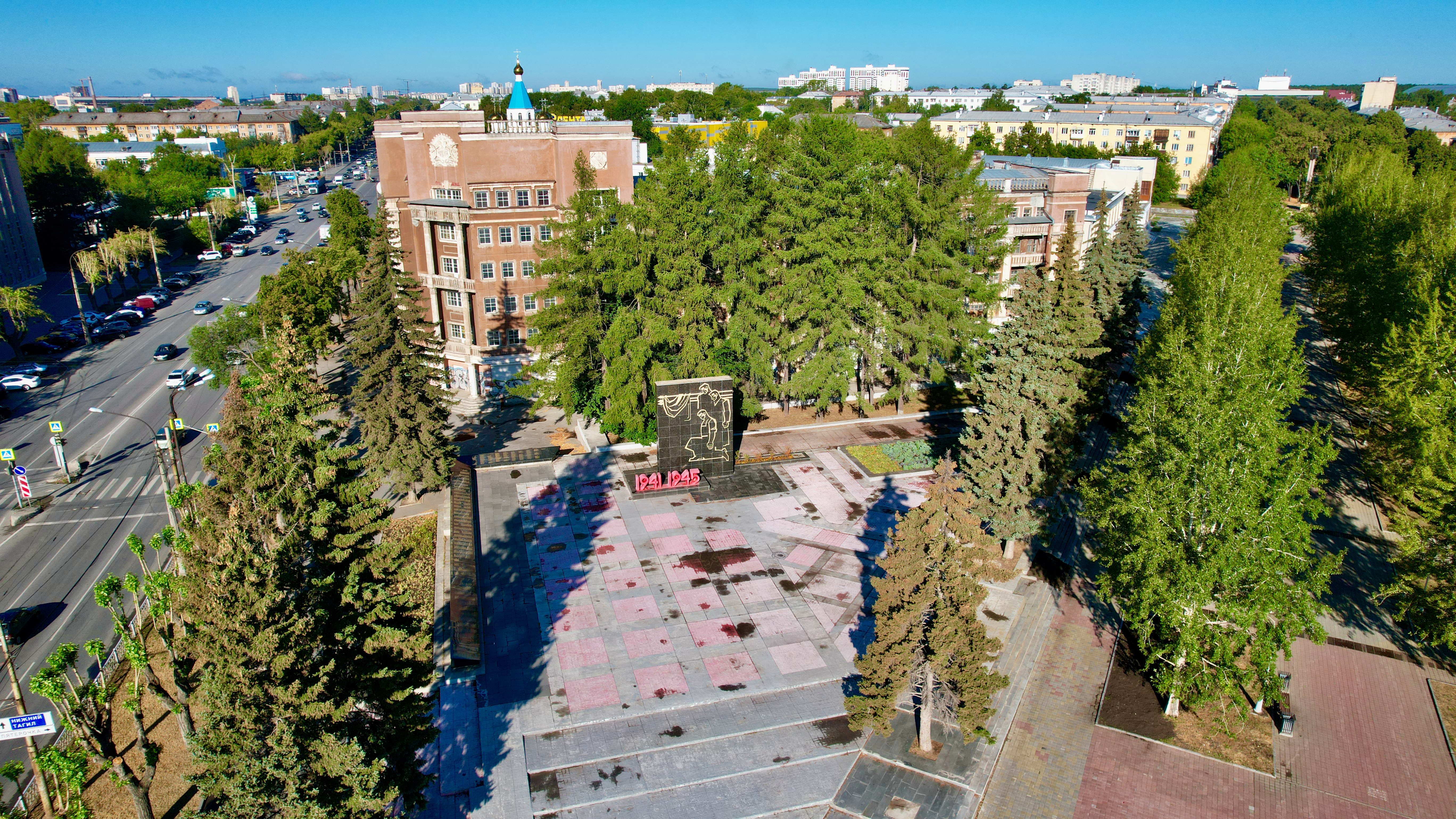
Монумент перед зданием гостиницы

Элементы декора
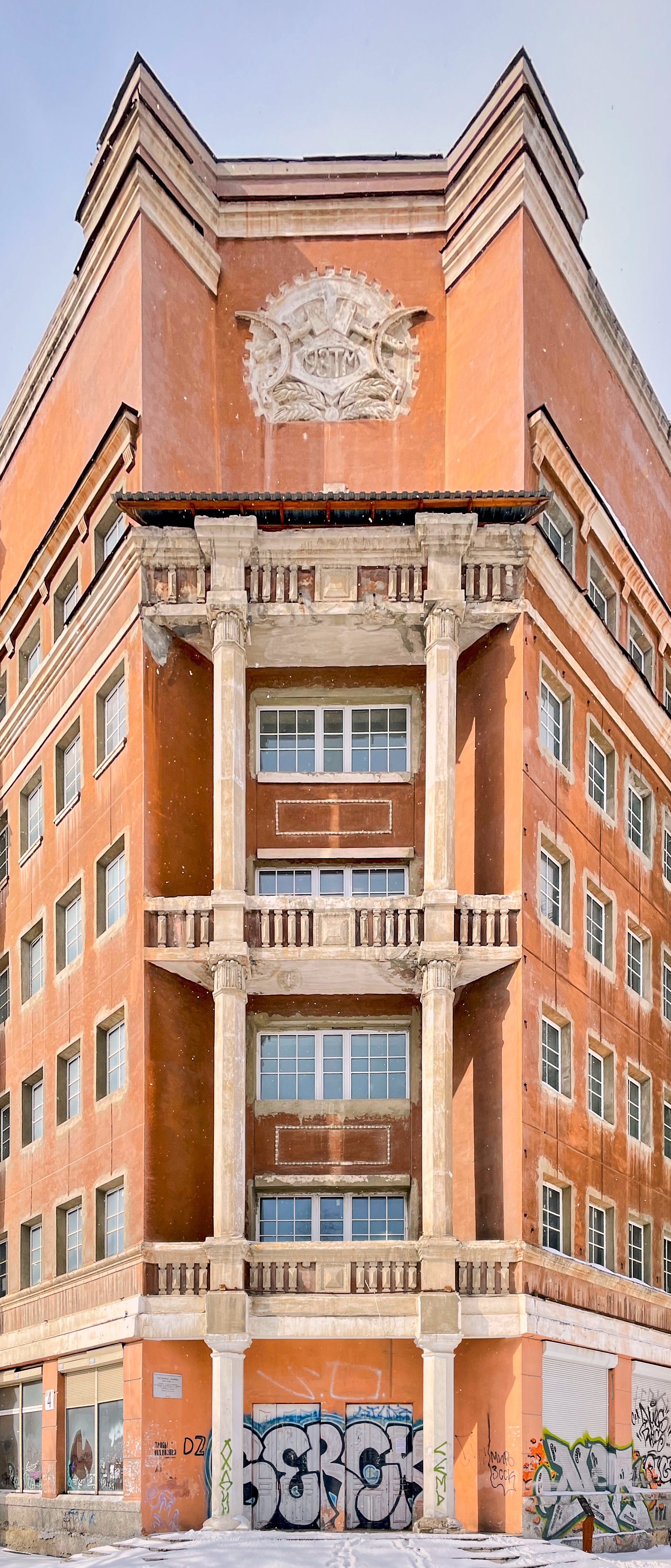
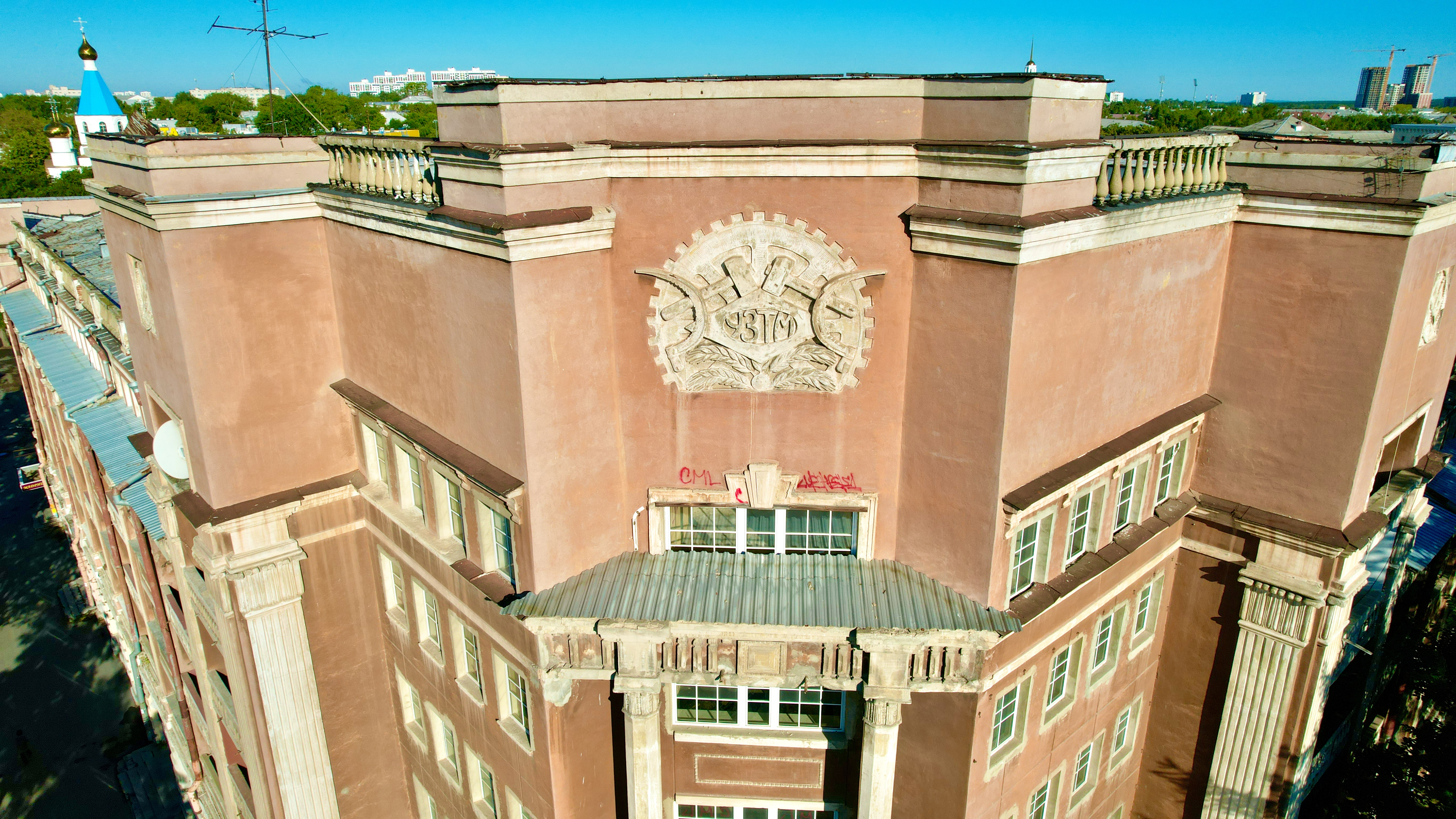
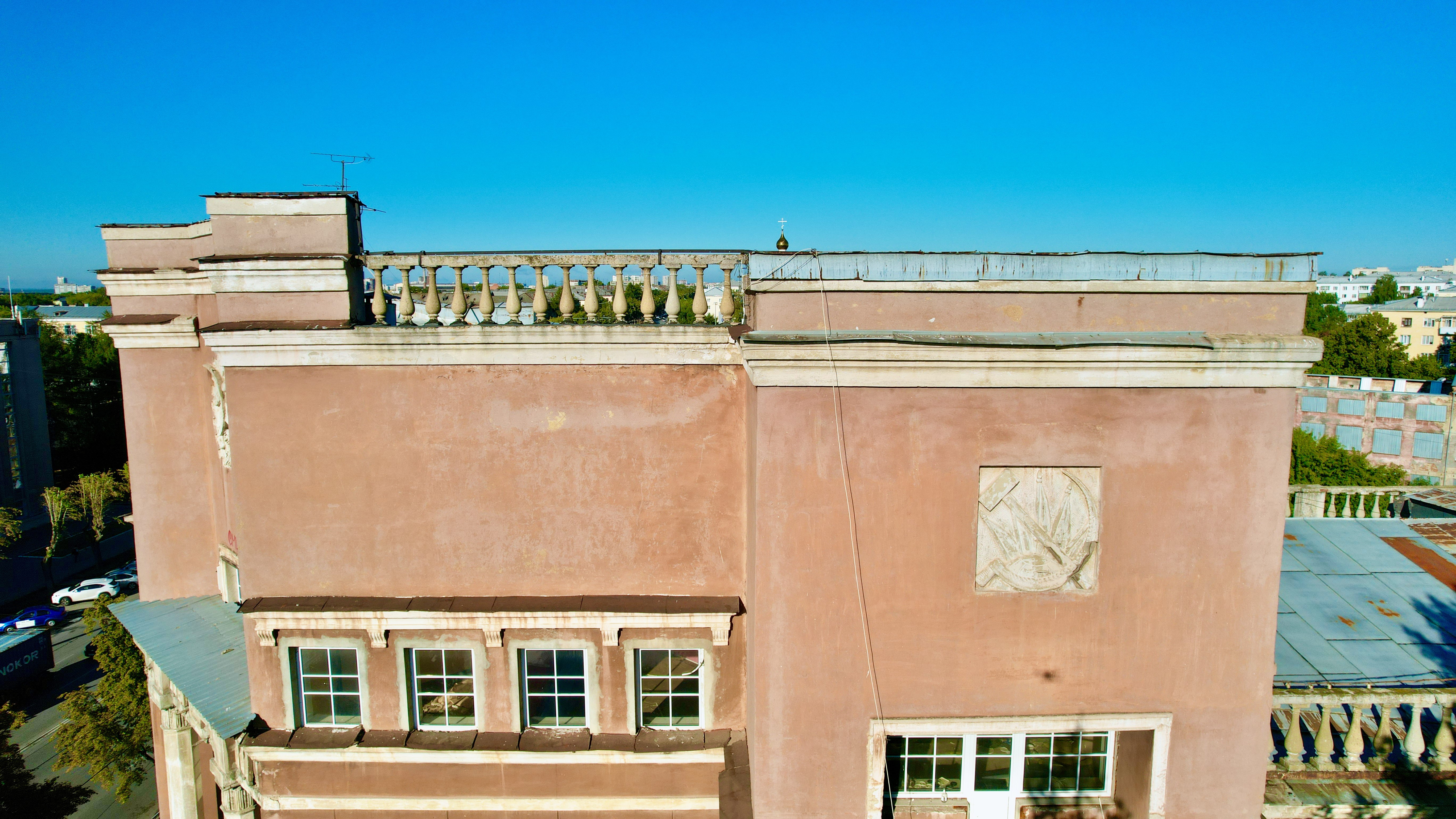
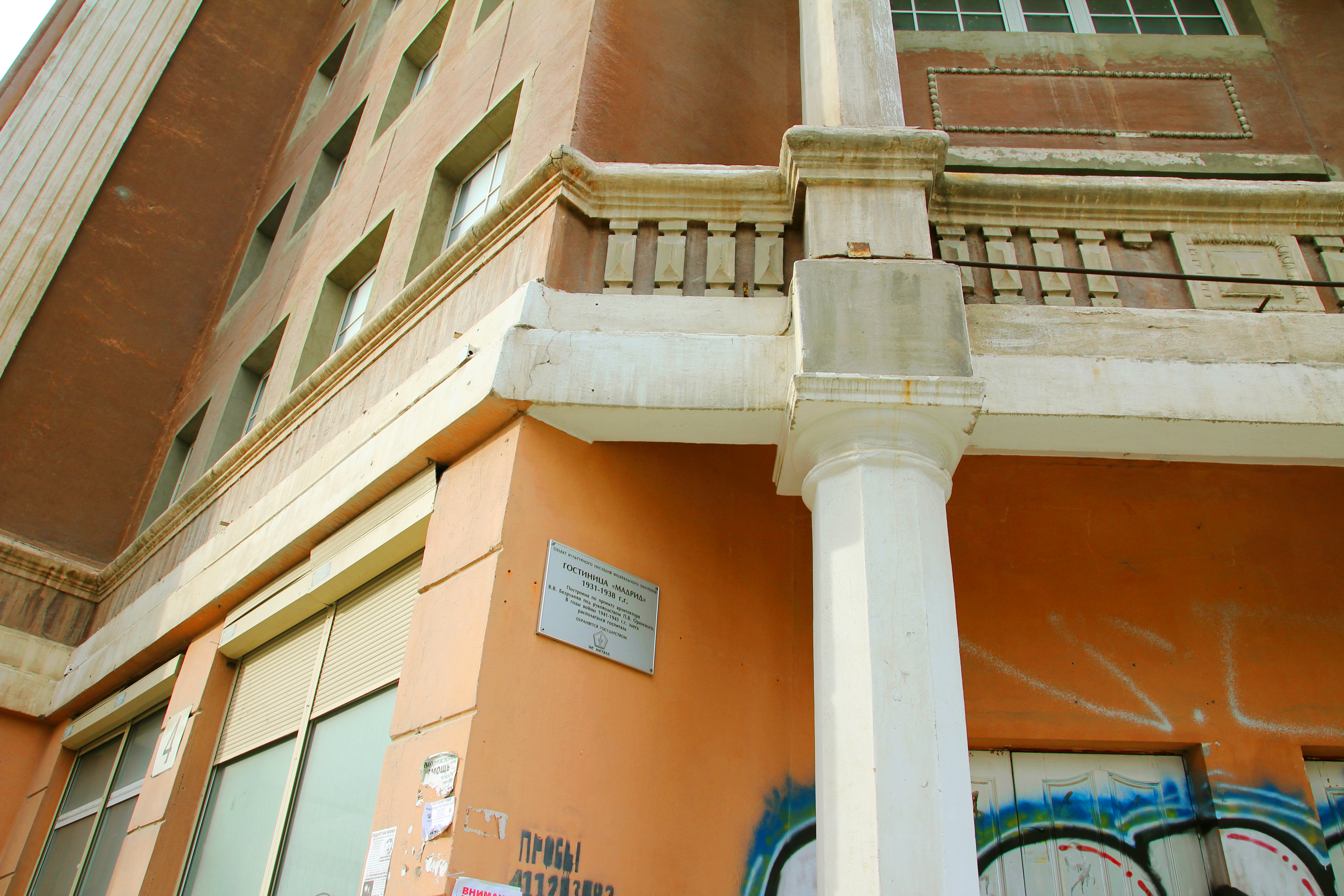
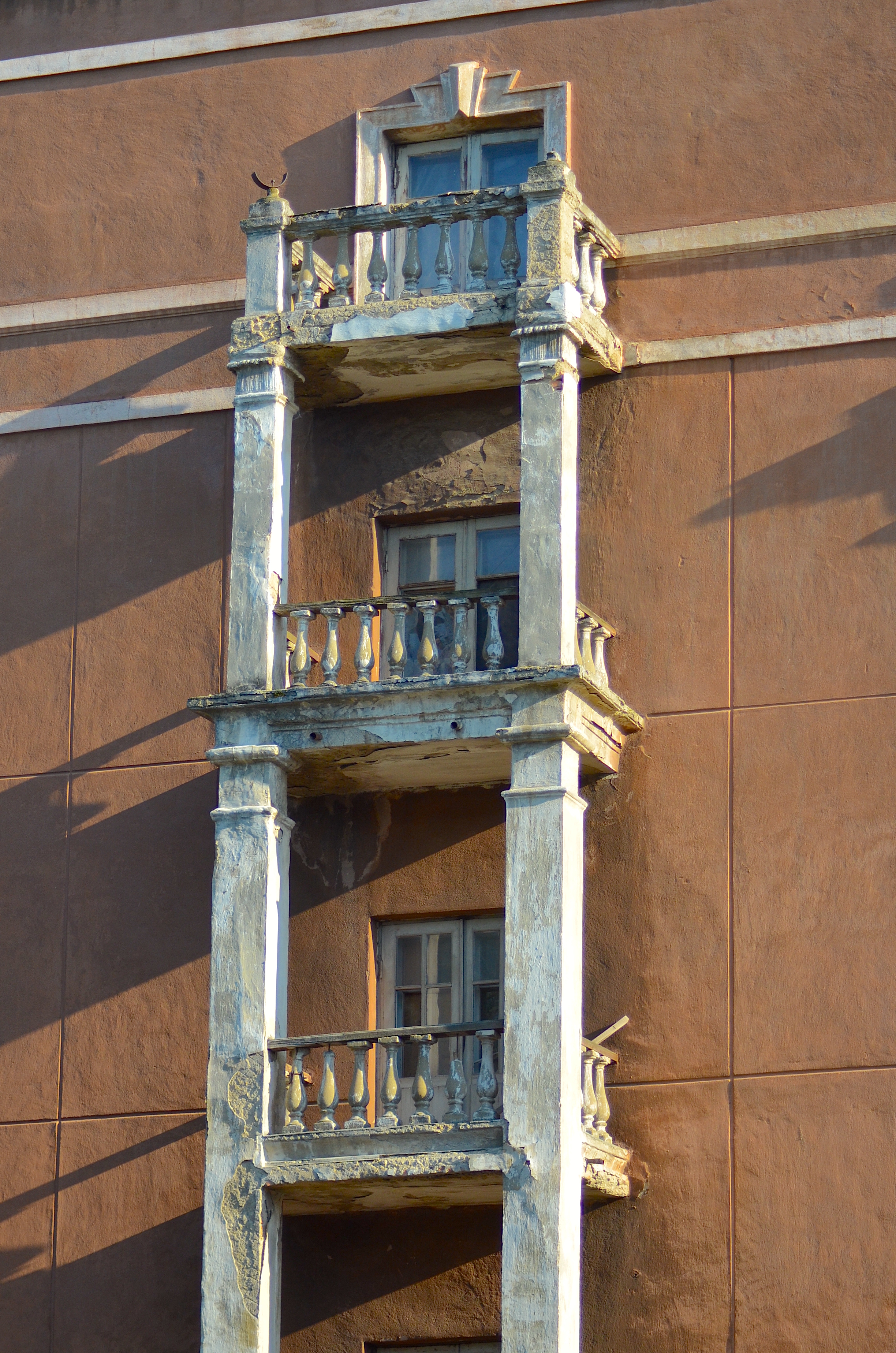
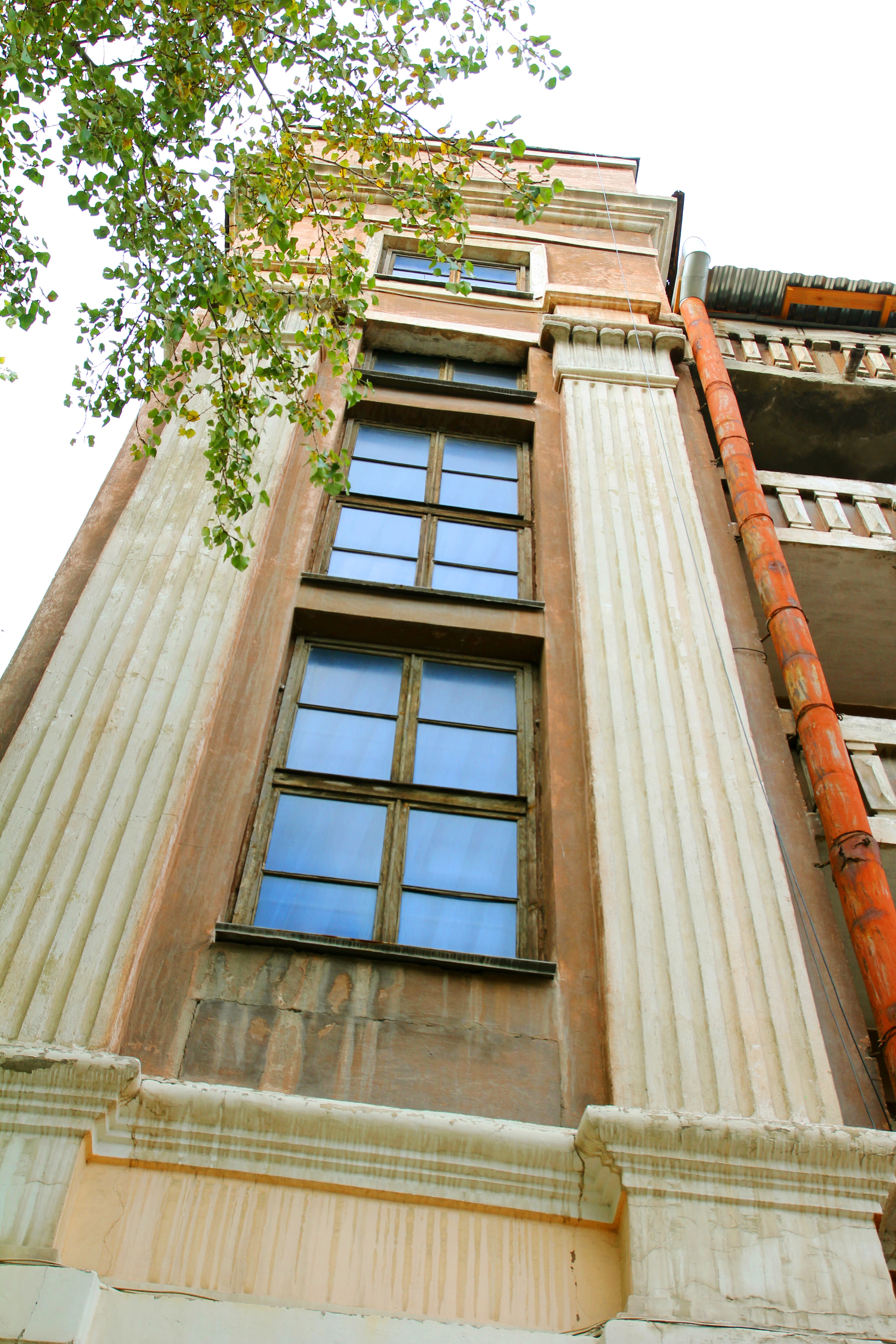
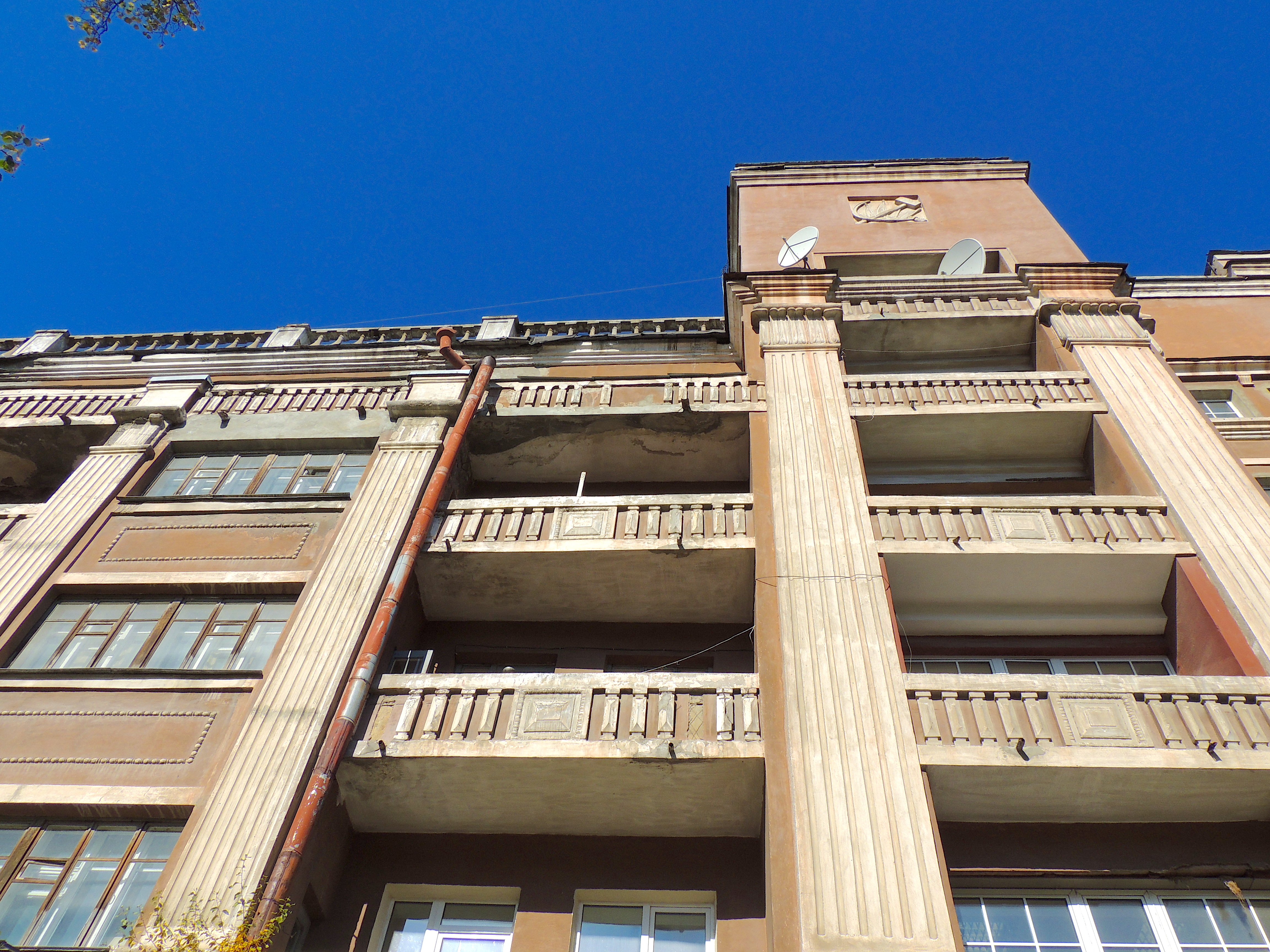